# Египетски еялет
Еялет Египет е османска провинция, възникнала в резултат от завладяването на Мамелюкски Египет от Османската империя през 1517 г., след Османско-мамелюкската война (1516 – 1517) и присъединяването на Сирия към империята през 1516 г. Египет е съставна част (като еялет) на Османската империя (османотурски: Eyālet-i Mıṣr)  от 1517 до 1867 г., с прекъсване по време на френската окупация от 1798 до 1801 г.

## История
Египет винаги е бил трудна провинция за османските султани, отчасти поради продължаващата власт и влияние на мамелюците, египетската военна каста, която управлява страната от векове. По този начин Египет остава полуавтономна под властта на мамелюците, докато не нахлуват френските войски на Наполеон I през 1798 година. След като французите са прогонени, властта преминава през 1805 г. у Мохамед Али паша, албанец по произход, военен командир на османската армия в Египет.
Египет при управниците от династията на Мохамед Али остава номинално османска провинция. През 1867 г. получава статут на автономна васална държава или хедиват. Исмаил паша и Тевфик паша управляват Египет като почти независима държава под османска власт до британската окупация от 1882 година. Въпреки това, Египетският хедиват (1867 – 1914) остава де юре османска провинция до 5 ноември 1914 г., когато е обявен за британски протекторат в отговор на решението на младотурците от Османската империя да се присъединят към Първата световна война на страната на Централните сили.